# Teruaki Kurobe
Teruaki Kurobe (n. 6 martie 1978) este un fost fotbalist japonez.

## Statistici
| Japonia | Japonia | Japonia |
| An      | Meciuri | Goluri  |
| ------- | ------- | ------- |
| 2003    | 3       | 0       |
| 2004    | 1       | 0       |
| Total   | 4       | 0       |